# French Open 2026
|  | Denne artikel indeholder information om en fremtidig sportsbegivenhed Der kan forekomme spekulativ information, og indholdet kan ændres dramatisk når arrangementet nærmer sig og mere information bliver tilgængelig. |

French Open 2026 er en tennisturnering, der bliver spillet udendørs på grusbaner i perioden 24. maj - 7. juni 2026 i Stade Roland Garros i Paris, Frankrig. Kvalifikationen i singlerækkerne bliver afviklet samme sted i ugen før hovedturneringen i dagene 18. - 22. maj 2026. Det er den 125. udgave af mesterskabet og den anden grand slam-turnering i 2026.

## Præmier
Den samlede præmiesum for French Open 2026 andrager € ??.???.???, hvilket er en stigning på ca. ??? % i forhold til året før. Den samlede præmiesum i mesterskabsrækkerne andrager € ??.???.???, og præmierne er fordelt som vist nedenfor.
| Pengepræmier ekskl. per diem | Pengepræmier ekskl. per diem | Pengepræmier ekskl. per diem | Pengepræmier ekskl. per diem |
| Resultat                     | Single                       | Double                       | Mixed double                 |
| Resultat                     | Pr. spiller                  | Pr. par                      | Pr. par                      |
| ---------------------------- | ---------------------------- | ---------------------------- | ---------------------------- |
| Vindere                      | €                            | €                            | €                            |
| Finalister                   | €                            | €                            | €                            |
| Semifinalister               | €                            | €                            | €                            |
| Kvartfinalister              | €                            | €                            | €                            |
| Tabere i 4. runde            | €                            | -                            | -                            |
| Tabere i 3. runde            | €                            | €                            | -                            |
| Tabere i 2. runde            | €                            | €                            | €                            |
| Tabere i 1. runde            | €                            | €                            | €                            |
| Tabere i 3. kval.runde       | €                            | -                            | -                            |
| Tabere i 2. kval.runde       | €                            | -                            | -                            |
| Tabere i 1. kval.runde       | €                            | -                            | -                            |

Præmierne i rækkerne for kørestolstennis er fordelt som følger.
| Pengepræmier ekskl. per diem | Pengepræmier ekskl. per diem | Pengepræmier ekskl. per diem |
| Resultat                     | Single                       | Double                       |
| Resultat                     | Pr. spiller                  | Pr. par                      |
| ---------------------------- | ---------------------------- | ---------------------------- |
| Vindere                      | €                            | €                            |
| Finalister                   | €                            | €                            |
| Semifinalister               | €                            | €                            |
| Kvartfinalister              | €                            | -                            |

Præmierne i rækkerne for quad-kørestolstennis er fordelt som følger.
| Pengepræmier ekskl. per diem | Pengepræmier ekskl. per diem | Pengepræmier ekskl. per diem |
| Resultat                     | Single                       | Double                       |
| Resultat                     | Pr. spiller                  | Pr. par                      |
| ---------------------------- | ---------------------------- | ---------------------------- |
| Vindere                      | €                            | €                            |
| Finalister                   | €                            | €                            |
| Semifinalister               | €                            | -                            |

Pengepræmierne i opvisningsturneringerne med deltagelse af tidligere stjerner androg € ?. Derudover var der afsat € ? til per diem-udbetalinger.

## Resultater
Resultaterne fra ottendedelsfinalerne og frem i singlerækkerne og fra kvartfinalerne og frem i doublerækkerne vises nedenfor. For komplette resultater henvises til de uddybende artikler.

### Juniorer
Finalerne i juniorrækkerne fik følgende resultater.
| Række        | Vinder      | Finalist    | Resultat |
| ------------ | ----------- | ----------- | -------- |
| Drengesingle | [[]]        | [[]]        | –, –, –  |
| Pigesingle   | [[]]        | [[]]        | –, –, –  |
| Drengedouble | [[]] · [[]] | [[]] · [[]] | –, –, –  |
| Pigedouble   | [[]] · [[]] | [[]] · [[]] | –, –, –  |

### Kørestolstennis
Finalerne i rækkerne for kørestolstennis fik følgende resultater.
| Række       | Vinder      | Finalist    | Resultat |
| ----------- | ----------- | ----------- | -------- |
| Herresingle | [[]]        | [[]]        | –, –, –  |
| Damesingle  | [[]]        | [[]]        | –, –, –  |
| Herredouble | [[]] · [[]] | [[]] · [[]] | –, –, –  |
| Damedouble  | [[]] · [[]] | [[]] · [[]] | –, –, –  |
| Quad single | [[]]        | [[]]        | –, –, –  |
| Quad double | [[]] · [[]] | [[]] · [[]] | –, –, –  |

### Invitationsturneringer
Finalerne i invitationsturneringerne for tidligere topspillere, "champions", fik følgende resultater..
| Række       | Vinder      | Finalist    | Resultat |
| ----------- | ----------- | ----------- | -------- |
| Herredouble | [[]] · [[]] | [[]] · [[]] | –, –, –  |
| Damedouble  | [[]] · [[]] | [[]] · [[]] | –, –, –  |